# Euthalia adeonides
Euthalia adeonides är en fjärilsart som beskrevs av Hans Fruhstorfer 1904. Euthalia adeonides ingår i släktet Euthalia och familjen praktfjärilar. Inga underarter finns listade i Catalogue of Life.